# Вайнонен, Каари
Каари Вайнонен (эст. Kaari Vainonen; род. 29 октября 1973, Таллин) — эстонская шашистка. Национальный гроссмейстер (в русские шашки), мастер ФМЖД среди женщин. Признана лучшей в Эстонии шашисткой шесть раз: в 2005-08, 2010 и 2011 гг. Выступает за клуб Lasnamäe Male-Kabeklubi.
FMJD-Id: 10385.

## Биография
В спорте с 1989 года. Первый тренер — Ирма Нахкор. Многократная чемпионка Эстонии.
Чемпионат Эстонии по шашкам (100): 1. место 2007, 2. место 2000, 2011 3. место 1995, 1996, 2005, 2009 и 2016 , 4. место 2006, 2008 и 2015, 9. место 1993 и предпоследнее в 1992
Чемпионат Эстонии по шашкам среди мужчин (100): высшая лига 11. место 2006 и высшая лига 10. место 2007
Чемпионат Эстонии по шашкам (64): 1. место 2005, 2006, 2007 и 2008, 2010, 2011, 2012 3. место 1992, 1996, 1997
Чемпионат Эстонии по шашкам (английские шашки): 1. место 1993 и 1994
Чемпионат Эстонии по шашкам (поддавки): 1. место 2009, 2010 (женщины)
Чемпионат Эстонии по шашкам [интеллектуальные игры: судоку, гомоуц, шашки, шахматы, бридж]: 1. место 2009,2010,2011(женщины)
Чемпионат Эстонии по шашкам, быстрые шашки (100): 3. место 2006, 2. место 2007 и 2008
Чемпионат Эстонии по шашкам, быстрые шашки (64): 1. место 2005, 2007 и 2008 2009, 2010 ning 3. место 2006
Чемпионат Эстонии по шашкам блиц (100): 2. место 2006, 3. место 2007 и 1. место 2008, 2010
Чемпионат Эстонии по шашкам блиц (64): 1. место 2006, 2007 и 2008
Чемпионат Эстонии по шашкам, клубный чемпионат (100): Lasnamäe MKK võistkonnas 1. место 2001, 2003, 2009 и 2011, 2. место 2007, 2010 , 3. место 2008
Чемпионат Эстонии по шашкам, клубный чемпионат (64): Lasnamäe MKK võistkonnas 2. место 1992 и 1993, 2002, 2003 3. место 2005 (на мужской доске), 2008, 2009 и 2011